# People Against Gangsterism and Drugs
People Against Gangsterism and Drugs (PAGAD), vrij vertaald "Mensen tegen misdaad en drugs", is een organisatie die in november 1995 werd opgericht als een islamitisch-georiënteerde burgerbeweging die zich verzet tegen drugsmisbruik en misdaad in de Kaapsevlakte in Kaapstad, Zuid-Afrika.

## Oprichting
PAGAD ontstond als een uitvloeisel van de islamitische organisatie Qibla. In eerste instantie was zowel de bevolking als ook de politie weinig geneigd op te treden tegen de acties van PAGAD, vanwege het grote belang dat er iets gedaan werd tegen de misdaadgolf die plaatsvond in de door bendes geteisterde buurten van de Kaapsevlakte. Echter, PAGAD nam in toenemende mate zelf het heft in handen omdat de organisatie ervan overtuigd geraakt was dat de politie te weinig actie tegen de bendes ondernam. PAGAD's acties kregen vooral bekendheid toen in 1996 een lokale bendeleider, Rashaad Staggie, gelyncht werd door een meute tijdens een protestmars naar zijn huis.
Tussen juli 1996 en december 1997 wordt PAGAD verantwoordelijk gehouden voor 222 gewelddadige incidenten tegen drugsdealers en hun eigendommen, waaronder aanslagen met vuurwapens en explosieven (voornamelijk pijpbommen).
Hoewel in eerste instantie PAGAD op stilzwijgende steun van de Zuid-Afrikaanse autoriteiten kon rekenen, vooral doordat ze in staat geacht werd effectiever tegen de criminaliteit op te treden dan de politie, begon de politie vrij snel na de lynchpartij PAGAD als onderdeel van het probleem te zien, en niet als deel van de oplossing. Uiteindelijk werd PAGAD door de Zuid-Afrikaanse regering aangemerkt als een terroristische organisatie.

## Bomaanslagen in Kaapstad
Hoewel de top van PAGAD iedere betrokkenheid ontkende, wordt PAGAD's G-Force verantwoordelijk gehouden voor de dood van een groot aantal bendeleiders en een reeks bomaanslagen in Kaapstad. De G-Force-eenheden opereerden in kleine, van elkaar onafhankelijk cellen. De bomaanslagen begonnen in 1998, met negen bomaanslagen in 2000. Naast aanslagen op bendeleiders waren ook de Zuid-Afrikaanse autoriteiten, gematigde moslims, synagogen, nachtclubs voor homoseksuelen, toeristische attracties en met de westerse levensstijl geassocieerde restaurants doelwit van de aanslagen. De meest spraakmakende aanslag was op 25 augustus 1998 waarbij het café Planet Hollywood in Kaapstad het doelwit was.
In september 2000 werd de rechter Pieter Theron, die op dat moment betrokken was bij een rechtszaak tegen vermeende PAGAD-leden, vermoord in een drive-by shooting.
PAGAD is ook beschuldigd van antisemitische uitlating en een aanslag met een benzinebom op een Joodse eigenaar van een boekwinkel.

## PAGAD tegenwoordig
De gewelddadige aanslagen en het door PAGAD georganiseerde burgeroproer namen omstreeks 2002 af in Kaapstad. Na de laatste gewelddadige bomaanslag in november 2002, gericht tegen de gebouwen van de Zuid-Afrikaanse zware criminaliteitsunit in West-Kaap, wordt in elk geval door de Zuid-Afrikaanse politie aangenomen dat er geen aanslagen meer door PAGAD gepleegd zijn.
In 2002 werd PAGAD-leider Abdus Salaam Ebrahim tot 7 jaar gevangenisstraf veroordeeld voor openlijke geweldpleging. Hoewel een aantal leden van PAGAD gearresteerd en veroordeeld zijn voor vergelijkbare misdrijven, is niemand veroordeeld voor de bomaanslagen in Kaapstad.
PAGAD onderhoudt sindsdien een kleine en minder zichtbare aanwezigheid in de moslimgemeenschap van Kaapstad.